# Alias (Marvel Comics)
Pour les articles homonymes, voir Alias.
Alias est une série en 28 épisodes publiée par Marvel Comics entre 2001 et 2004, scénarisée par Brian Michael Bendis et dessinée par Michael Gaydos (toute la série), Mark Bagley (épisodes #12, 21, 25, 26), David W. Mack (épisodes #12 et 13), Rick Mays (épisode #26) et Bill Sienkiewicz (épisodes #7 et 8). La série est la première à faire partie du label pour adultes MAX Comics de l'éditeur.
Initialement prévue pour raconter les aventures de Jessica Drew, première Spider-Woman, la série a finalement eu pour protagoniste Jessica Jones, personnage créé pour l'occasion ayant un passé de super-héroïne sous les identités de Super Jewell et Knightress et ayant fait partie des Vengeurs. Ce choix vient du fait que Jessica Drew était censée revenir sur le devant de la scène au même moment. Le projet n'a finalement pas abouti et Bendis a quand même pu l'utiliser dans quelques épisodes d'Alias.
Particulièrement libre dans son ton, Alias s'est rapidement attiré une critique favorable ce qui a valu deux Eisner Award à Bendis.

## Synopsis
Jessica Jones, ancienne super-héroïne, a raccroché les collants et ouvert une agence de détective privé, Alias Investigations. Habituée aux travaux peu reluisants comme suivre un conjoint infidèle, elle se retrouve souvent impliquée dans des affaires la dépassant et impliquant super-héros et super-vilains.
Jessica se retrouvera ainsi menacée par des intrigants voulant faire vaciller le pouvoir politique en place, confrontée à un imposteur, opposée à Jonah Jameson, à la recherche d'une adolescente vivant dans une petite ville fermée, sur la trace de la dernière Spider-Woman en date et enfin face aux démons de son passé.
Le tout saupoudré d'une vie sentimentale difficile et de gros problèmes avec l'alcool.
Les aventures de Jessica ne sont pas terminées à la fin d'Alias. Bendis quitte en effet le label MAX pour revenir à l'univers Marvel classique dans la série The Pulse qui conte la nouvelle vie de Jessica.

## Édition
La série a été publiée en intégralité en français en 5 recueils parus chez Panini Comics entre 2003 et 2005 dans la collection MAX :
1. Le piège (épisodes #1-5)
2. Secrets et Mensonges (épisodes #6-10)
3. Reviens, Rebecca! (épisodes #11-15)
4. Mattie (épisodes #16-21)
5. Pourpre (épisodes #22-28)

## Récompenses
La série a remporté un Comics Buyer's Guide Award en 2003 et le Harvey Award de la meilleure nouvelle série en 2002.
Elle a également été nommée pour deux Eisner Awards en 2004, pour The Secret Origin of Jessica Jones et Purple.

## Adaptation
La série de comics Alias a été adaptée pour la série de Netflix Jessica Jones, développée par Melissa Rosenberg. Le nom a dû être modifié pour éviter la confusion avec la série télévisée Alias.

## Liens
Page Alias sur Comics VF.
1. ↑  2004 Will Eisner Comic Industry Awards, Comic Book Awards Almanac